# Liste der Fluggesellschaften in Ruanda
Dieser Artikel listet Fluggesellschaften in Ruanda auf.

## Erklärungen
- P: „normale“ Passagierfluggesellschaft mit Linienflügen
- B: Billigfluggesellschaft
- T: Transportfluggesellschaft
- R: führt Regierungsflüge durch
- C: Charterflüge
- A: Ambulance-Flüge
- I: ausschließlich Inlandsflüge

| Fluggesellschaft            | IATA | ICAO | Rufzeichen | Bemerkungen |
| --------------------------- | ---- | ---- | ---------- | ----------- |
| RwandAir                    | WB   | RWD  | RWANDAIR   | P           |
| Silverback Cargo Freighters | –    | VRB  | SILVERBACK | T           |
| Wolfair                     |      |      |            | C (Fracht)  |